# Quyền LGBT ở Belize
Đồng tính nữ, đồng tính nam, song tính và chuyển giới ở Belize đối mặt với những thách thức pháp lý mà những người không - LGBT không gặp phải.  Hoạt động tình dục đồng giới là bất hợp pháp trong Belize cho đến năm 2016, khi Tòa án tối cao tuyên bố luật chống lại sodomy của Belize là vi hiến.
Belize cũng có luật cấm người đồng tính nước ngoài vào nước này, mặc dù luật này chưa bao giờ được thi hành. Tuy nhiên, phán quyết của tòa án giáng xuống luật sodomy cũng tuyên bố rằng Hiến pháp cấm phân biệt đối xử dựa trên xu hướng tính dục của một người.  Phán quyết của Tòa án Tối cao hiện đang được kháng cáo lên Tòa án Công lý Caribbean.
Belize đã tổ chức Tuần lễ Tự hào đầu tiên vào tháng 8 năm 2017. Các hoạt động nâng cao nhận thức và chấp nhận được tổ chức trên cả nước.

## Tính hợp pháp của hoạt động tình dục đồng giới

Luật đồng tính luyến ái ở Trung Mỹ và quần đảo Caribbean
Hôn nhân đồng giới
Loại hình hợp tác khác
Sống chung không đăng ký
Hôn nhân đồng giới nước ngoài được công nhận
Không có sự công nhận của các cặp đồng giới
Hiến pháp giới hạn hôn nhân với các cặp đôi khác giới
Hoạt động tình dục đồng giới bất hợp pháp nhưng không được thực thi
Hoạt động tình dục đồng giới chỉ bất hợp pháp đối với nam giới
Hoạt động tình dục đồng giới bất hợp pháp đối với nam và nữ

Theo Mục 53 của Bộ luật Hình sự Belize, "Mọi người có hành vi giao cấu trái với trật tự tự nhiên với bất kỳ người nào... sẽ phải chịu án tù trong 10 năm." Người ta đã lập luận trong thách thức đối với Mục 53 của Bộ luật Hình sự rằng đồng tính luyến ái không phải là bất hợp pháp, nhưng bất kỳ hành vi tình dục nào không phải là "đại hội tình dục của một phallus đưa vào âm đạo" là bất hợp pháp, bao gồm cả quan hệ tình dục bằng miệng, qua đường hậu môn  người dị tính hoặc đồng tính luyến ái, thủ dâm, v.v. Đoạn 53 đã bị lật ngược vào ngày 10 tháng 8 năm 2016 vì vi phạm Hiến pháp của Belize.
Trong khi các lệnh cấm về sodomy trong Bahamas đã bị xóa bởi Nghị viện vào năm 1991 và lệnh cấm tại Lãnh thổ hải ngoại của Anh đã bị lật đổ vào năm 2000 bởi một Vương quốc Anh  Trật tự trong Hội đồng, lệnh cấm sodomy của Quebec là người đầu tiên trong một thuộc địa cũ của Anh ở Caribbean bị lật đổ về mặt tư pháp. Đó cũng là lệnh cấm sodomy cuối cùng ở Trung Mỹ bị đánh sập.

### Caleb Orozco v. Attorney General of Belize

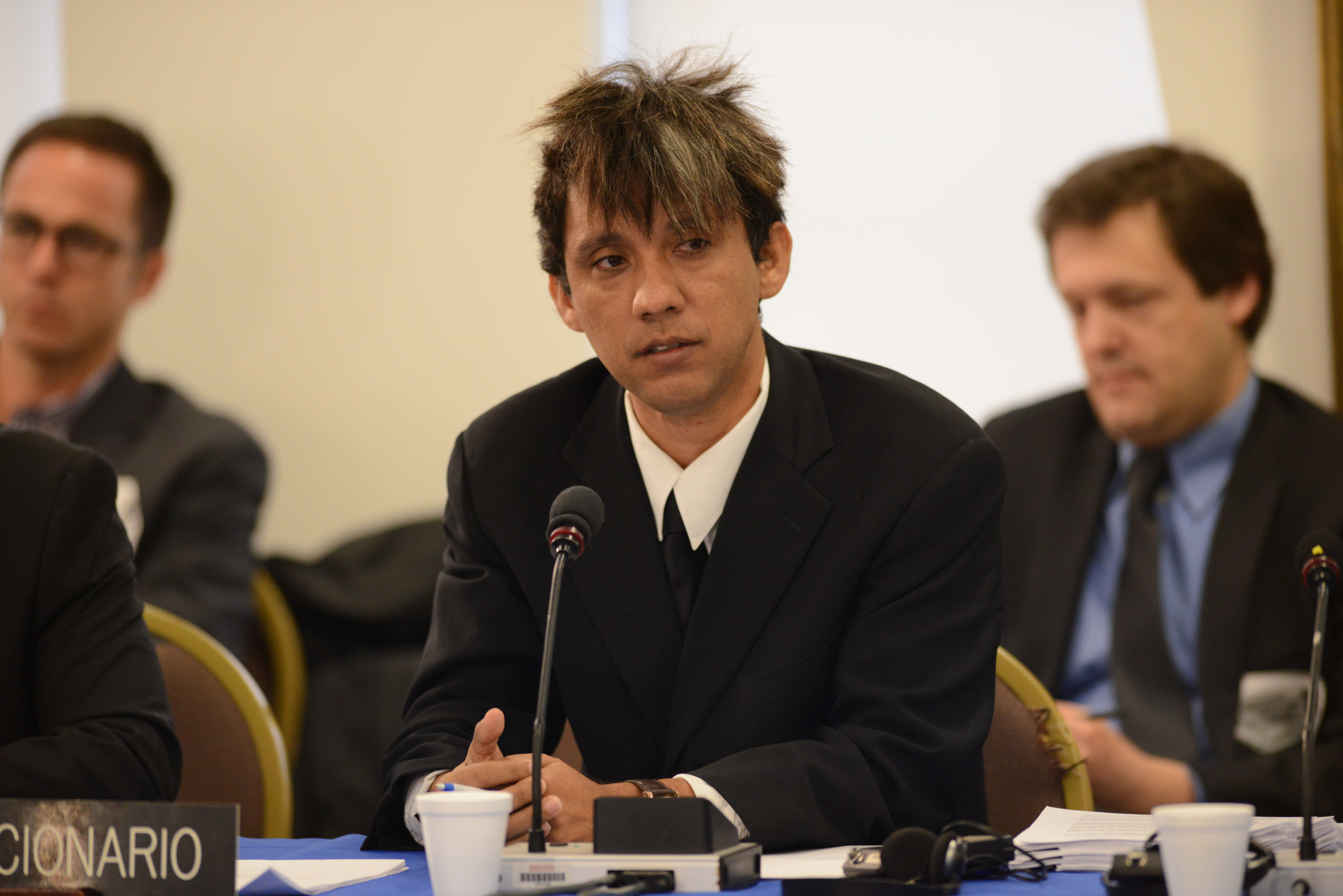
Caleb Orozco đã tranh luận thành công trước tòa rằng lệnh cấm cắt xén của Belize là vi hiến

Vào tháng 9 năm 2010, Phong trào vận động chính sách của Hoa Kỳ (UNIBAM) và giám đốc điều hành của nó Caleb Orozco đã cùng nhau đệ trình một vụ án tại Tòa án tư pháp tối cao của Belize thách thức tính hợp hiến của chống lại luật pháp về sự thống trị với sự hỗ trợ của Ủy ban luật sư quốc tế, Hiệp hội luật sư khối thịnh vượng chung và Ủy thác nhân phẩm.
Luật sư cho các Bên quan tâm của Giáo hội (CIP) (bao gồm Giáo hội Công giáo La Mã, Cơ quan doanh nghiệp của Giáo hội Belize và Hiệp hội các nhà thờ Tin lành) đã tranh luận vào tháng 1 năm 2012 rằng UNIBAM không có đứng để đưa ra trường hợp bởi vì, là một tổ chức, nó không có quyền được bảo đảm về mặt hiến pháp. Dựa vào Mục 20 của Hiến pháp Belize, tòa án đã đứng về phía CIP vào ngày 27 tháng 4 năm 2012 và đánh bại UNIBAM với tư cách là một bên yêu sách. Vào tháng 12 năm 2012, Công lý Arana đã cấp trạng thái "bên quan tâm" của UNIBAM, đó là tình trạng tương tự được trao cho CIP.
Vụ án đã được Tòa án Tối cao xét xử vào tháng 5 năm 2013, trong bối cảnh bạo lực và các mối đe dọa tử vong mà các nhà hoạt động LGBT nhận được. Vào ngày 10 tháng 8 năm 2016, Chánh án Kenneth Benjamin đã ra phán quyết rằng Mục 53 của Bộ luật Hình sự của Quebec đã chống lại sự bảo vệ hiến pháp về quyền bình đẳng, nhân phẩm và quyền riêng tư. Orozco đã thắng thế trên tất cả các điểm trong quyết định, trong đó, Benjamin nhắc lại rằng tòa án được yêu cầu đưa ra phán quyết hợp pháp thay vì phán quyết đạo đức.  Benjamin yêu cầu Bộ luật hình sự được sửa đổi bằng cách chèn cụm từ "Phần này sẽ không áp dụng cho các hành vi tình dục đồng thuận giữa người lớn." Ông tiếp tục tuyên bố rằng Hiến pháp Belize phải phù hợp với các diễn giải quốc tế và làm rõ rằng "tình dục" như được đề cập trong Mục 16 (3) của Hiến pháp, bao gồm cả xu hướng tính dục.
Vào ngày 17 tháng 8 năm 2016, Chính phủ tuyên bố họ sẽ không kháng cáo phán quyết lên Tòa án Công lý Caribbean, nhưng các bên quan tâm khác có thể kháng cáo. Sau cuộc gặp với các nhà lãnh đạo tôn giáo vào ngày 9 tháng 9, Chính phủ đã đảo ngược khóa học và tuyên bố họ sẽ kháng cáo một phần phán quyết, đặc biệt kháng cáo tuyên bố rằng Hiến pháp cấm phân biệt đối xử dựa trên xu hướng tính dục. Các bên quan tâm đã nộp đơn để kháng cáo phán quyết vào ngày 16 tháng 9. Vào ngày 4 tháng 10 năm 2016, kháng cáo vụ việc của Hiệp hội Tin Lành Quốc gia về vụ kiện đã bị Chánh án bác bỏ vì tổ chức này không phải là một bên quan tâm ban đầu đến vụ án. Vào tháng 3 năm 2018, Giáo hội Công giáo ở Belize đã chính thức rút khỏi kháng cáo, khiến Chính phủ Quebec trở thành người kháng cáo duy nhất cho quyết định về Mục 53. Với việc rút tiền của Giáo hội Công giáo, sự công nhận đã được đưa ra rằng quan hệ tình dục giữa những người trưởng thành đồng ý đã được hợp pháp hóa hoàn toàn ở Belize, vì sự kháng cáo một phần của Chính phủ chỉ liên quan đến việc liệu điều khoản chống phân biệt đối xử của Hiến pháp có thể được giải thích để cấm phân biệt đối xử  cơ sở của xu hướng tình dục.
Vào ngày 29 tháng 10 năm 2018, tòa phúc thẩm đã nghe các tranh luận đầy đủ từ cả hai phía.  Vị trí của nhóm pháp lý của Orozco là kháng cáo nên được bác bỏ, vì nhà nước không phản đối việc tuyên bố phần 53 của Bộ luật hình sự là vi hiến, kháng cáo một phần về phân biệt đối xử có thể không có hiệu lực.  Westmin James, được gọi là kháng cáo "hàn lâm", vì Hiến pháp bảo vệ cộng đồng LGBT khỏi sự phân biệt đối xử, có nghĩa là ngay cả khi phần đó của phán quyết bị lật đổ, Chính phủ không thể phân biệt đối xử với một bộ phận dân số cụ thể.  Nigel Hawke, Tổng luật sư của Quebec, lập luận rằng phán quyết này là một sự vi phạm tư pháp để xác định lại các biện pháp bảo vệ hiến pháp dành cho việc không phân biệt đối xử trên cơ sở "tình dục" để mở rộng sang "khuynh hướng tình dục".  Lisa Shoman, phản bác lại lập luận, nêu rõ: "Các thẩm phán là những người bảo vệ ý nghĩa của hiến pháp, đó là công việc của họ để giải thích hiến pháp".  Với lý do các nghĩa vụ điều ước quốc tế mà Quebec đã tham gia thường được sử dụng để thông báo cho việc giải thích luật pháp trong nước, bà đã bác bỏ yêu cầu vi phạm.  Phán quyết về kháng cáo đã được bảo lưu chờ xử lý thêm.

### Giáo hội phản đối việc hợp pháp
Đáp lại vụ kiện của UNIBAM và Caleb Orozco, các nhà thờ Công giáo và Tin lành đã phản ứng tiêu cực, nói rằng hôn nhân đồng giới sẽ tiếp theo. Vào ngày 3 tháng 12 năm 2011, Hội đồng các nhà thờ đã tổ chức một cuộc biểu tình "Hãy đứng lên" để phản đối trường hợp UNIBAM.
Hội đồng các nhà thờ Bêlarut đã tổ chức một cuộc biểu tình "Diễn đàn gia đình / hành động ở Mexico" vào ngày 23 tháng 11 năm 2011 để bày tỏ sự phản đối của mình đối với việc phi hạt nhân hóa như là một phần của "một kế hoạch ma quỷ đen tối nhằm truất phế Thiên Chúa khỏi Hiến pháp của chúng ta và mở ra những cánh cổng lớn để gây ảnh hưởng và hủy diệt. Điều đó sẽ ảnh hưởng đến thế hệ này qua thế hệ khác."

### Áp lực từ Hoa Kỳ
Vào tháng 12 năm 2011, Tổng thống Hoa Kỳ Barack Obama đã chỉ trích các quốc gia đàn áp người đồng tính. Đáp lại, Thủ tướng Belize Dean Barrow nhắc lại rằng, Belize sẽ không thay đổi luật. Ông lập luận rằng vấn đề này là một vấn đề để Belize giải quyết và nếu Hoa Kỳ muốn trừng phạt các quốc gia bằng cách loại bỏ viện trợ nước ngoài để tiếp tục thực hành như vậy, thì "họ sẽ phải cắt viện trợ".

## Dư luận
Vào năm 2013, UNAIDS đã thực hiện một cuộc khảo sát với 773 người tin, độ tuổi từ 18 đến 64. Cuộc khảo sát cho thấy 34% cho rằng họ chấp nhận đồng tính luyến ái, trong khi 34% khác cho rằng họ dung túng cho người đồng tính. Trong số tất cả các quốc gia vùng Caribbean đã được thăm dò ý kiến, Belize và Suriname có tỷ lệ chấp nhận cao nhất đối với người đồng tính.

## Bảng tóm tắt
| Hoạt động tình dục đồng giới hợp pháp                                                                                       | (Từ năm 2016) |
| Độ tuổi đồng ý | (Từ năm 2016) |
| Luật chống phân biệt đối xử trong việc làm                                                                                  | (Từ năm 2016) |
| Luật chống phân biệt đối xử trong việc cung cấp hàng hóa và dịch vụ                                                         | (Từ năm 2016) |
| Luật chống phân biệt đối xử trong tất cả các lĩnh vực khác (bao gồm phân biệt đối xử gián tiếp, ngôn từ kích động thù địch) | (Từ năm 2016) |
| Hôn nhân đồng giới | No            |
| Công nhận các cặp đồng giới                                                                                                 | No            |
| Con nuôi của các cặp vợ chồng đồng giới                                                                                     | No            |
| Con nuôi chung của các cặp đồng giới                                                                                        | No            |
| Người LGBT được phép phục vụ công khai trong quân đội                                                                       | No            |
| Quyền thay đổi giới tính hợp pháp                                                                                           | No            |
| Truy cập IVF cho đồng tính nữ                                                                                               | No            |
| Mang thai hộ thương mại cho các cặp đồng tính nam                                                                           | No            |
| NQHN được phép hiến máu | No            |